# نینا هاگن
نینا هاگن (انگلیسی: Nina Hagen؛ زاده ۱۱ مارس ۱۹۵۵) یک موسیقی‌دان اهل جمهوری دمکراتیک آلمان است. وی از سال ۱۹۷۱ میلادی تاکنون مشغول فعالیت بوده‌است.